# 韓樹屏
韓樹屏，甘肅文县人。清朝政治人物，同進士出身。

## 生平
咸豐三年（1853年）癸丑科進士，授四川清溪縣、彰明縣知縣。